# Type Semeuse (timbre)
Pour les articles homonymes, voir Semeuse.
Pour les pièces à l'effigie de la Semeuse, voir Type Semeuse (monnaie).
Les timbres français au type Semeuse sont des timbres d'usage courant émis pour la première fois en 1903. Cette semeuse semant à contre-vent a servi à plusieurs reprises et sous plusieurs formes.

## Description et auteur initial
Tous les types Semeuse émis entre 1903 et la fin des années 1930 sont imprimés à partir d'un dessin conçu par Oscar Roty, gravé par Louis-Eugène Mouchon.

## Principaux types

### Semeuse lignée
Le fond des timbres est constitué d'une succession de lignes horizontales. L'horizon et le soleil sont figurés. 
À partir de 1903.
Ce type, modifié, est repris par Jules Piel à partir de 1960.

### Semeuse camée
Selon les catalogues, ce timbre est aussi appelé Semeuse à fond plein, le fond du timbre étant uniformément coloré ; l'horizon et le soleil ne figurent plus. Sur les premiers timbres, les pieds de la semeuse reposent sur sol qui disparaît par la suite, le dessin étant encore plus épuré.
À partir de 1907.

## Timbres commémoratifs

### Académie de philatélie
Le timbre émis en 1978 pour le cinquantenaire de l'Académie de philatélie reprend le modèle d'une Semeuse à fond plein de couleur bleu, dans un cadre violet.

### Philex-Jeunes 1984
Pour cette exposition philatélique qui eut lieu à Dunkerque, Claude Andréotto conçut et grava un timbre commémoratif représentant deux visages d'enfant, suivi par la Semeuse qui s'était détaché du décor de son timbre, visible à gauche.

### Journée du timbre 1996
De 1994 à 1998, la Journée du timbre a été consacrée à d'anciens timbres d'usage courant. La Semeuse de Roty eut droit à cet hommage le 18 mars 1996. Le timbre a été émis en feuille avec surcharge et en carnet de timbres (avec et sans surcharge).
Le timbre d'un format plus grand que la Semeuse originale représente une partie de l'allégorie : le visage, le dos tourné et le bras droit. Il a été dessiné par Charles Bridoux et gravé par Claude Jumelet.
La dentelure permet de différencier les timbres surchargés : 13 1/2 x 13 1/2 s'ils sont issus d'une feuille, 13 1/2 x 13 pour un timbre de carnet.

### Le carnet mixte de 2003
Le 10 novembre 2003, pendant le Salon d'automne à Paris, La Poste émit un carnet de dix timbres autocollants pour le centenaire de la Semeuse de Roty sur timbre-poste. Il était composé de cinq timbres à validité permanente Marianne du 14 juillet rouge habituels, et de cinq Semeuse lignée rouge. Ces timbres d'hommage ont été gravés en taille-douce par Claude Jumelet, et portent les mentions « RF 0,50 € - La Poste ».
Tirés à 650 000 exemplaires, ce carnet provoqua un scandale chez les collectionneurs réservataires français et un début de spéculation, un an à peine après le bloc-feuillet Rouge-gorge. En effet, ce carnet ne fut pas fourni à tous les bureaux de poste, et donc à tous les philatélistes locaux. La Poste a été accusée d'avoir favorisé les visiteurs parisiens du Salon d'automne.